# Rio Ciocârlia
O Rio Ciocârlia é um rio da Romênia, afluente do Miloveanu, localizado no distrito de Olt.